# FN M1910
A FN Model 1910 é uma pistola semiautomática operada por blowback, projetada por John Browning e fabricada pela Fabrique Nationale da Bélgica.

## Histórico
- O modelo FN 1910, também conhecido como modelo Browning 1910, foi o primeiro produzido por Browning cujos projetos eram até então produzidos pela Fabrique Nationale na Europa e pela Colt Firearms nos Estados Unidos.
- Suas inovações foram usadas pela Walther PPK e Makarov russa.
- Permaneceu em procução até 1983, nos clibres: .380 ACP e 7,65x17mm Browning (.32 ACP).

## Variantes
- A variante Model 1922 ou 1910/22 de tamanho maior foi lançada em 1922 e foi amplamente utilizada na Segunda Guerra Mundial.
- Ela foi utilizada nos seguintes países: Iugoslávia,[1] Holanda, Grécia, Turquia, Romênia, França, Finlândia, Dinamarca e Alemanha Ocidental.
- Em 1955 a Browning Arms Company introduziu a pistola Modelo 1910 para o mercado americano como o Modelo 1955. Fabricado na Bélgica, sua importação parou em 1968, devido à nova legislação.
- Um outro modelo chamado Model 1971 um pouco maior, similar ao Model 1922 cm algumas alterações técnicas tentou superar as limitações impostas pelo Gun Control Act of 1968.
- A Coreia do Norte produziu uma cópia sem licença do Model 1910 com o nome "Type 70" chegando a exportar algumas delas.
- O japão desenvolveu uma versão (cópia) dessa pistola com a designação de pistola "tipo Hamada", em 1941.

## Incidentes
- Um FN M1910, número de série 19074, no calibre .380 ACP[2] foi a arma usada por Gavrilo Princip para assassinar o arquiduque Franz Ferdinand da Áustria em Sarajevo em 28 de junho de 1914, o ato que precipitou a Primeira Guerra Mundial.[3][4]
- Um Model 1910 foi usado por Paul Gorguloff para assassinar o Presidente francês Paul Doumer em 6 de maio de 1932.[5][6]
- Um Model 1910 foi usado para assassinar Huey Long, Governador da Louisiana, em 5 de setembro de 1935.

## Galeria

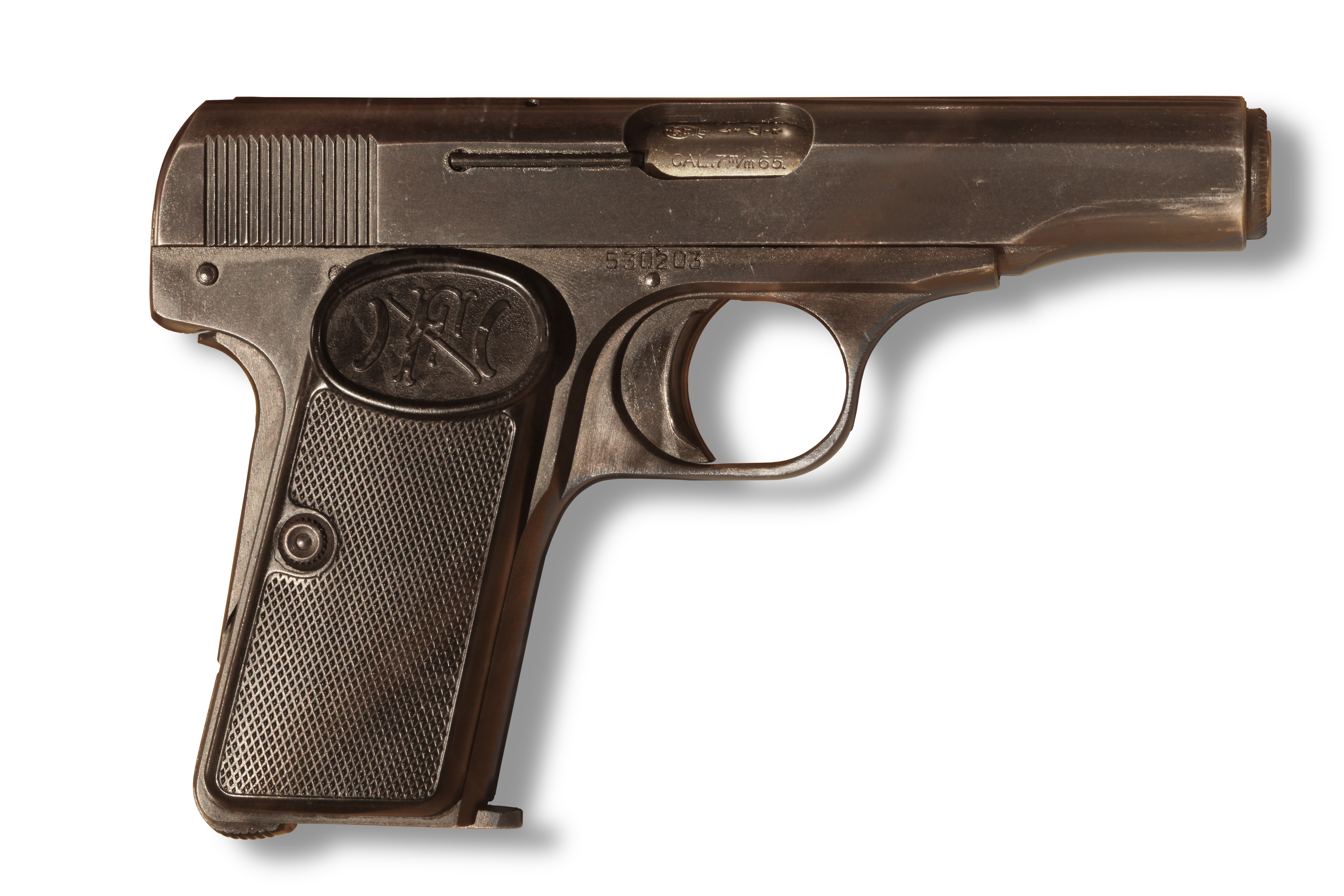
Uma FN Model 1910 da Gendarmerie de Vaud, exibida no museu do castelo Morges
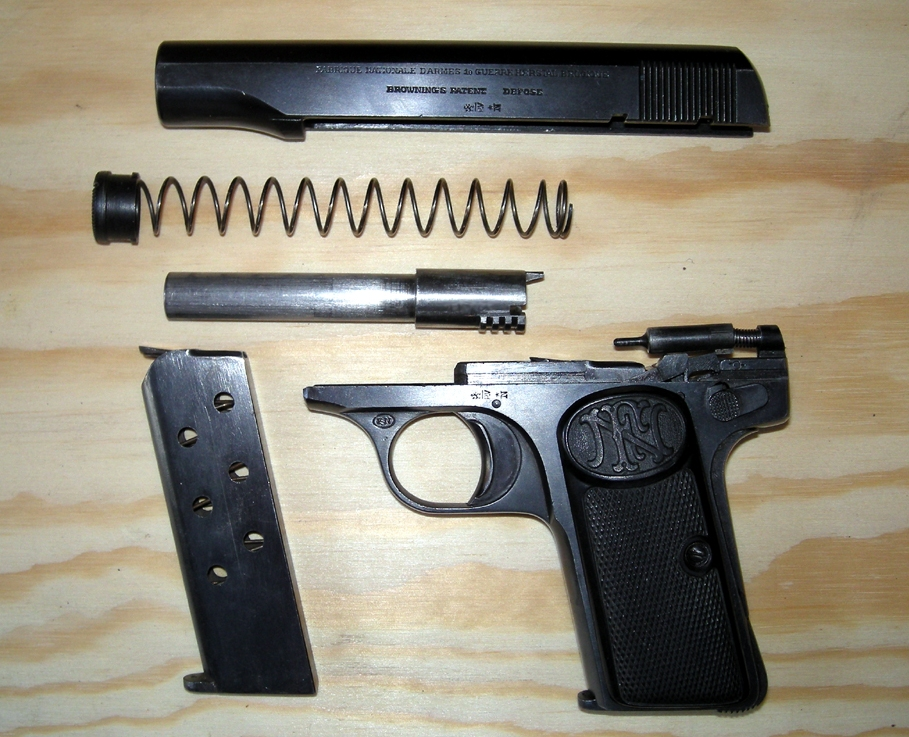
Uma Browning M 1910 desmontada
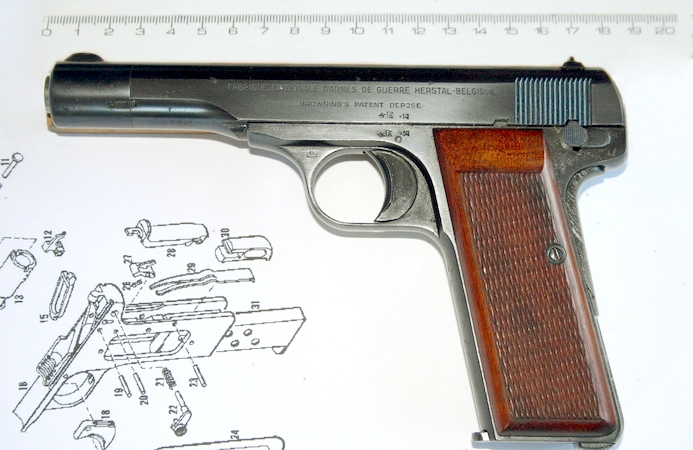
Uma FN Model 1922 7.65mm
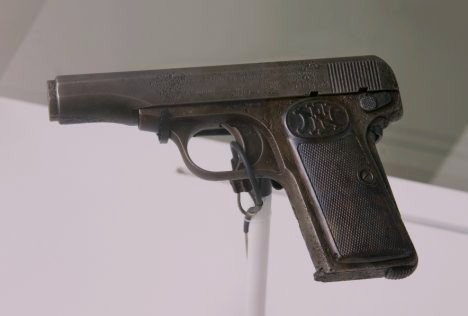
A FN M1910 usada por Gabrillo Princip